# 나의 마지막 수트
《나의 마지막 수트》(El ultimo traje, The Last Suit)는 아르헨티나에서 제작된 파블로 솔라즈 감독의 2017년 드라마, 전쟁 영화이다. 미구엘 앙헬 솔라 등이 주연으로 출연하였고 마리엘라 베스예프스키 등이 제작에 참여하였다.

## 출연

### 주연
- 미구엘 앙헬 솔라
- 안젤라 몰리나

### 조연
- 마틴 피로얀스키
- 나탈리아 베르베케
- 줄리아 비어홀드
- 올가 볼라즈
- 얀 마이젤

## 기타
- 사운드슈퍼바이저: 펠라요 구티에레즈
- 미술: 페데리코 가르시아 캄베로
- 세트: 저먼 나글리에리
- 의상: 몬체 산초
- 배역: 카밀라-발렌티네 이솔라